# Teresio Ferrero della Marmora

Stemma Ferrero di Biella

Teresio Maria Carlo Vittorio Ferrero della Marmora (Torino, 15 ottobre 1757 – Torino, 30 dicembre 1831) è stato un cardinale e vescovo cattolico italiano.

## Biografia
Nacque a Torino il 15 ottobre 1757, figlio di Ignazio Ferrero, marchese della Marmora, e di Costanza Teresa Cristina San Martino dei Marchesi di Agliè, quarto di 11 figli.
Conseguì il dottorato in diritto civile e diritto canonico alla locale università nel 1779, fu nominato vescovo di Casale nel 1796. Divenne vescovo di Saluzzo nel 1805.
Papa Leone XII lo elevò al rango di cardinale nel concistoro del 27 settembre 1824.
Cavaliere dell'Ordine Supremo della Santissima Annunziata, fu abate dell'abbazia di Fruttuaria a San Benigno Canavese.
Appassionato di numismatica, possedeva una discreta collezione di medaglie e monete delle varie signorie piemontesi del medio evo.
Morì nel suo palazzo abbaziale la notte del 30 dicembre 1831, all'età di 74 anni.

## Genealogia episcopale
La genealogia episcopale è:
- Cardinale Scipione Rebiba
- Cardinale Giulio Antonio Santori
- Cardinale Girolamo Bernerio, O.P.
- Arcivescovo Galeazzo Sanvitale
- Cardinale Ludovico Ludovisi
- Cardinale Luigi Caetani
- Cardinale Ulderico Carpegna
- Cardinale Paluzzo Paluzzi Altieri degli Albertoni
- Papa Benedetto XIII
- Papa Benedetto XIV
- Papa Clemente XIII
- Cardinale Marcantonio Colonna
- Cardinale Giacinto Sigismondo Gerdil, B.
- Cardinale Teresio Maria Carlo Vittorio Ferrero della Marmora